# Amphionthophagus
Amphionthophagus là một chi bọ cánh cứng thuộc họ Scarabaeidae.